# Барнаульский сереброплавильный завод
Барнаульский сереброплавильный завод — историческое предприятие в городе Барнауле, работавшее с 1744 по 1893 год. С заводом напрямую связано появление и развитие города в XVIII – XIX веках.
Является памятником градостроительства и архитектуры федерального значения. Включает 17 зданий на территории 7,5 гектар.
С начала 2010–х годов предпринимаются попытки восстановления и архитектурной реновации. В 2015 году территория завода и здания на ней включены в туристический кластер «Барнаул — горнозаводской город» как один из главных объектов, способных привлечь туристов.

## История
Строительство завода напрямую связано с возникновением города. 28 сентября (9 октября по новому стилю) 1739 года на реке Барнаулке, в 1 км от её устья началось сооружение плотины для медеплавильного завода Акинфия Демидова. Работами руководили приказчик Иван Осипов и мастер Иван Лапотников, рабочей силой были крестьяне Демидова. В 1744 году строительство завода завершилось, но после обнаружения серебра в алтайской руде в 1746—1747 годах предприятие было перестроено под его выплавку. По данным на 1750 год, на Барнаульском заводе действовали уже 17 печей, вместо 2 печей и 7 горнов, работавших при Демидове.
Барнаульский завод находился достаточно далеко от месторождения руды — до Змеиногорского рудника было 247 вёрст, до Салаирского — 160 вёрст. Его размещение на реке Барнаулке было обусловлено удачным расположением рядом с ленточным бором, как источником топлива. В последующие годы завод стал ядром для образования небольшого посёлка, а позднее города Барнаула. После передачи имущества Демидова в собственность российских императоров, здесь разместилась Канцелярия Колывано-воскресенских заводов.
За первые 4 года работы было выплавлено 2400 пудов чистой меди и 1250 пудов чёрной. Чистую медь перевозили на Невьянский завод на Урале, а из чёрной на месте изготовляли медные «доски» и посуду для продажи. Во второй половине XVIII века шло расширение предприятия, вводились различные усовершенствования производственного процесса, а в 1809 году началось строительство новых каменных корпусов.
До середины XIX века на Барнаульском сереброплавильном заводе выплавляли 90% всего российского серебра. Среднегодовая выплавка составляла (в пудах): в 1790-х — 460; 1830-х — 349; 1860-х — 257; 1870-х — 134; 1880-х — 121; 1891-1893 — 63. Но в отдельные годы она достигала 1000 пудов.
После отмены крепостного права в 1861 году мастеровые завода были освобождены от обязательного труда, в результате чего население города уменьшилось на 1 тыс. чел. В 1893 году в связи со снижением объёмов выплавки серебра и его стоимости Барнаульский завод был закрыт. Позднее в его помещениях разместился кабинетский лесопильный завод, в первые годы советской власти — лесопильный завод имени И. С. Казанцева, в 1942 году на базе предприятия была размещена эвакуированная из Гомельской области спичечная фабрика.

## Архитектура
Комплекс сооружений Барнаульского сереброплавильного завода: первая плавильная фабрика, рудоприёмная контора, кузница, вторая плавильная фабрика, заводская ограда с воротами, плотина на реке Барнаулке, обжигательная фабрика — входят в список памятников градостроительства и архитектуры федерального значения.
В соответствии с общим архитектурно-планировочным замыслом главные фасады основных цехов, обращённые в сторону производственной территории, решались в едином архитектурном стиле с применением выразительных декоративных средств. Все производственные и гражданские здания составляли единый ансамбль завода и города. Корпуса завода возведены по проекту барнаульского архитектора А. И. Молчанова.
- Вторая плавильная фабрика
- Заводоуправление
- Колонны в оформлении фасада Второй плавильной фабрики

## Восстановление памятника
Восстановление построек и благоустройство территории предусмотрено при создании туристического кластера «Барнаул — горнозаводской город», который инициирован администрацией Алтайского края и поддержан на федеральном уровне.
В 2015 году барнаульский архитектор Александр Деринг организовал традицию субботников по очистке территории бывшего завода от распространившегося по территории клёна, валежника и мусора, а также приобщению барнаульцев к восстановлению памятника и его изучению.
Собственник комплекса зданий бывшего завода «Россельхозбанк» в 2017 году проводил публичные торги по его продаже с начальной ценой в 233 млн рублей. Новым собственником стала компания «Матч», которую СМИ связывают с известными в регионе строительными компаниями и продуктовой сетью «Мария-Ра». Статус памятника федерального значения накладывает на нового собственника обязанность восстанавливать и содержать объект в соответствии с охранными обязательствами. Архитекторы предложили новым собственникам эскизы реконструкции исторических зданий, в которых могут разместиться музейные экспозиции, информационный центр; на территории завода также предложено восстановить утраченные здания и построить новые: торгово-развлекательный комплекс, гостиницу, кафе, пекарню, кондитерские.